# Ohyun Kwon
Pour les articles homonymes, voir Kwon (homonymie).
Ohyun Kwon est une chimiste américano-coréenne qui est professeure à l'Université de Californie à Los Angeles. Ses recherches portent sur de nouvelles méthodologies pour les transformations organiques et le développement de catalyseurs chiraux.

## Formation
Kwon est née en Corée du Sud. Elle a fréquenté l'Université nationale de Séoul, où elle s'est spécialisée en chimie. Elle a déménagé aux États-Unis pour des études supérieures, rejoignant d'abord l'Université Columbia pour travailler dans le groupe de recherche de Samuel J. Danishefsky,. Sa thèse de doctorat, intitulée « Studies in syntheses of the natural products » (1998) et effectuée sous la direction de Danishefsky, portait sur la synthèse du glycolipide Ganglio-N-tétraosylcéramide (asialo GM1). Par la suite, Kwon a déménagé à l'Université Harvard en tant que stagiaire postdoctorale dans le laboratoire de Stuart Schreiber, où elle a travaillé sur une synthèse divergente des macrocycles et des composés multicycliques.

## Recherche et carrière
Kwon a été nommée à la faculté de l'Université de Californie à Los Angeles (UCLA) en 2001. Ses recherches portent sur le développement de catalyseurs chiraux, la synthèse ciblée de composés naturels et la synthèse divergente de molécules de type produit naturel. Elle a exploré l'activation de la liaison C sp(3 )–C(sp 2) des alcènes qui est courante dans les produits naturels. Ceux-ci peuvent être utilisés pour la génération de molécules biologiquement pertinentes et la synthèse totale. Kwon a développé des catalyseurs organiques à base de phosphine pour les réactions chimiques. Elle a montré que les annulations d'atténuation catalysées par la phosphine peuvent être utilisées pour créer des produits naturels d'importance médicale. 
Kwon a montré que les phosphines chirales peuvent être utilisées pour la catalyse asymétrique, notamment DIPAMP (en), DIOP et BINAP,. Ces phosphines comprennent des centres de phosphore stéréogène, une chiralité axiale et des centres de carbone stéréogène. Kwon a développé une famille de phosphines avec des centres stéréogéniques de carbone et de phosphore qui sont disponibles auprès de Sigma-Aldrich,. 

## Récompenses et honneurs
- 2018 University of California Center for Accelerated Innovation Technology Development Grant [8]
- 2019 Prix Novartis de conférence en chimie [9]
- 2019 Prix Herbert Newby McCoy (en) [10]

## Publications (sélection)
- (en) Hongchao Guo, Yi Chiao Fan, Zhanhu Sun, Yang Wu et Ohyun Kwon, « Phosphine Organocatalysis », Chemical Reviews, ACS, vol. 118, no 20,‎ 27 septembre 2018, p. 10049-10293 (ISSN 0009-2665 et 1520-6890, PMID 30260217, PMCID 6218176, DOI 10.1021/ACS.CHEMREV.8B00081).
- (en) Xue-Feng Zhu, Jie Lan et Ohyun Kwon, « An expedient phosphine-catalyzed [4 + 2] annulation: synthesis of highly functionalized tetrahydropyridines », Journal of the American Chemical Society, ACS, vol. 125, no 16,‎ 1er avril 2003 et 23 avril 2003, p. 4716-4717 (ISSN 0002-7863, 1520-5126 et 1943-2984, OCLC 01226990, PMID 12696883, DOI 10.1021/JA0344009, lire en ligne).
- (en) Zhiming Wang, Xingzhu Xu et Ohyun Kwon, « Phosphine catalysis of allenes with electrophiles », Chemical Society Reviews, RSC, vol. 43, no 9,‎ 24 mars 2014, p. 2927-2940 (ISSN 0306-0012 et 1460-4744, OCLC 191709218, PMID 24663290, PMCID 4059616, DOI 10.1039/C4CS00054D).